# Loup-garou (film, 1932)
Pour les articles homonymes, voir Loup-garou (homonymie).
Pour plus de détails, voir Fiche technique et Distribution.
Loup-garou (titre original : Gehetzte Menschen) est un film allemand réalisé par Friedrich Fehér sorti en 1932.
Il s'agit de l'adaptation du roman Le Loup-garou d'Alfred Machard.

## Synopsis
Dans la petite ville de Lonville près de Marseille, le maître charpentier veuf Vincenz Olivier vit avec son fils Boubou, huit ans, la vie d'un concitoyen largement respecté, simple mais bon. Maintenant, l'artisan corpulent envisage enfin de se marier à nouveau avec la fille du maire. Mais au milieu de sa célébration de mariage, un groupe de policiers apparaît soudainement et demande au vieil homme de venir prendre ses papiers avec lui : il est accusé d'être un détenu évadé de Bagno du nom de Léon Bernier qui, il y a 20 ans, aurait tué la sœur de sa fiancée. Bernier/Olivier avait déjà purgé dix des vingt ans, puis s'était échappé du cachot. Le charpentier est retrouvé sur la base de la photo imprimée dans le journal. Aujourd'hui, comme alors, Vincenz nie catégoriquement avoir commis l'acte sanglant.
Le délai de prescription expirant dans deux jours, Vincenz ne voit d'autre moyen de garder son fils que de fuir avec le petit Boubou. Pour gérer l'évasion, ils se glissent tous les deux dans un cercueil fait par lui et livré par le compagnon d'Olivier. Pendant ce temps, la police annonce l'évasion, le profil de Bernier Z 48 est arboré sur tous les murs. Afin de ne pas attirer l'attention, Olivier retire sa barbe et, en tant que père aimant, met son fils dans les vêtements d'une petite fille. Désespéré, Olivier espère enfin prouver son innocence. Père et fils errent épuisés et tentent d'atteindre Marseille, où ils espèrent trouver une meilleure cachette. Afin de ne pas trop effrayer Boubou, Vincenz dit à son petit fils que cette évasion n'est organisée que parce que "l'homme noir" le poursuit.
Sur leur chemin de fuite, le père et le fils rencontrent une compagnie de phénomènes de foires, comme la "dame sans bas-ventre" ou la "femme à barbe". Olivier se mêle à eux pour ne pas être détecté. À un moment donné, il fait partie de la série des criminels exposés dans un musée de cire. Néanmoins, la "dame sans bas-ventre" n'est autre que son ancienne amante et en même temps la sœur de la jeune femme assassinée. La femme sait, bien sûr, qui est l'homme avec le petit enfant à ses côtés. Quand elle voit Bernier/Olivier, elle est terrifiée. Mais les raisons sont complètement différentes, et elles n'apparaissent que lorsque Bernier est découvert, arrêté et emmené au poste de police. Lorsque la "femme sans bas-ventre" voit Boubou, qui pleure, sa conscience se réveille et la femme se rend au poste de police. Elle avoue qu'elle a abattu sa propre sœur par jalousie.

## Fiche technique
- Titre : Loup-garou
- Titre original : Gehetzte Menschen
- Réalisation : Friedrich Fehér
- Scénario : Friedrich Fehér
- Musique : Friedrich Fehér
- Direction artistique : Robert Neppach, Erwin Scharf
- Photographie : Ewald Daub
- Montage : Marie Bourová, Josef Zora
- Production : Friedrich Fehér
- Sociétés de production : Emco Film
- Société de distribution : Deutsche Lichtspiel-Syndikat
- Pays d'origine :  République de Weimar
- Langue : allemand
- Format : Noir et blanc - 1,37:1 - Mono - 35 mm
- Genre : Drame
- Durée : 94 minutes
- Dates de sortie :
  -  République de Weimar : 6 décembre 1932.
  -  France : 24 mars 1933[1].

## Distribution
- Eugen Klöpfer : Vincenz Olivier
- Hans Feher (de) : Boubou, son fils
- Magda Sonja : « La femme sans bas-ventre »
- Friedrich Ettel (de) : Le maire
- Emilia Unda : sa femme
- Camilla Spira : Louise, leur fille
- Vladimir Sokoloff : Le brocanteur
- Hugo Fischer-Köppe : Le crieur
- Fritz Odemar : Le chef de la police
- Ferdinand Hart : « La femme à barbe »
- Gustav Püttjer : André, l'apprenti charpentier
- Paul Rehkopf : Le commissaire de police
- Hermann Picha : L'homme à la peau de cheval